# Sebastian Bley
Sebastian Bley (* 11. Oktober 1995) ist ein ehemaliger deutscher Rennrodler.
Sebastian Bley besuchte das Sportgymnasium Oberhof. Nach dem Abitur begann er eine Ausbildung zum Polizeimeister bei der Bundespolizei und ist mittlerweile Bundespolizist. Er rodelt seit dem siebten Lebensjahr und durchlief verschiedene Kaderstufen im deutschen Förderungssystem.

## Junioren
Sein internationales Debüt gab Bley in der Saison 2011/12. Wie alle deutschen Starter nahm er nicht an der ersten Saisonhälfte in Nordamerika teil und debütierte somit erst zu Beginn 2012 in Igls im Weltcup der A-Junioren, wo ihm sofort ein Sieg gelang. Nach einem schwächeren Rennen mit Rang sieben in Winterberg, musste er sich zum Saisonfinale in Oberhof nur seinem Teamkollegen Marcel Engljähringer geschlagen geben und wurde Zweiter. Mit 231 Punkten wurde er Sechster der Gesamtwertung.
Zum Saisonauftakt der Saison 2013/14 im Junioren-Weltcup in Altenberg wurde er wie auch beim zweiten Rennen in Winterberg Fünfter. Nach einem zehnten Platz in Sigulda, zugleich die Junioren-Europameisterschaften, in deren Rahmen er Neunter wurde, stürzte er beim Rennen am Königssee. Zum Saisonfinale in Oberhof belegte er den vierten Platz. Mit 206 Punkten wurde er am Ende Neunter der Gesamtwertung. Saisonhöhepunkt und -finale waren die Junioren-Weltmeisterschaften 2014 in Igls, bei denen Bley den siebten Platz erreichte.
Die Saison 2014/15 brachte den endgültigen Durchbruch in die Weltspitze seiner Altersklasse. Zum Saisonauftakt in Whistler musste er sich nur noch Alexander Ferlazzo aus Australien geschlagen geben, das zweite Rennen auf der Bahn gewann er. Nach einem vierten Rang in Park City sowie Rang zwei an der Seite von Jessica Tiebel sowie dem Doppel Nico Semmler und Johannes Pfeiffer im Staffelrennen kehrte die Rennserie nach dem Jahreswechsel nach Europa zurück. In Oberhof gewann er zu Beginn des Jahres 2015 sein zweites Rennen. Nachdem er in Igls nur Elfter wurde, gewann er zum Saisonfinale in Winterberg sein drittes Saisonrennen und gewann die Gesamtweltcupwertung der Saison mit 479 Punkten. Das Rennen in Oberhof waren zugleich die Junioren-Europameisterschaften, somit wurde Bley auch Junioren-Europameister 2015. Im Staffelrennen enttäusche das deutsche Team mit Bley, Tiebel und dem Doppel Manuel Stiebing und Florian Löffler als Sechste beziehungsweise Fünfte der EM-Wertung. Die Junioren-Weltmeisterschaften 2015 fanden noch vor der EM in Lillehammer statt, hier verpasste Bley bei einem Sieg von Roman Repilow als Fünfter eine Medaille.

## Im Wartestand

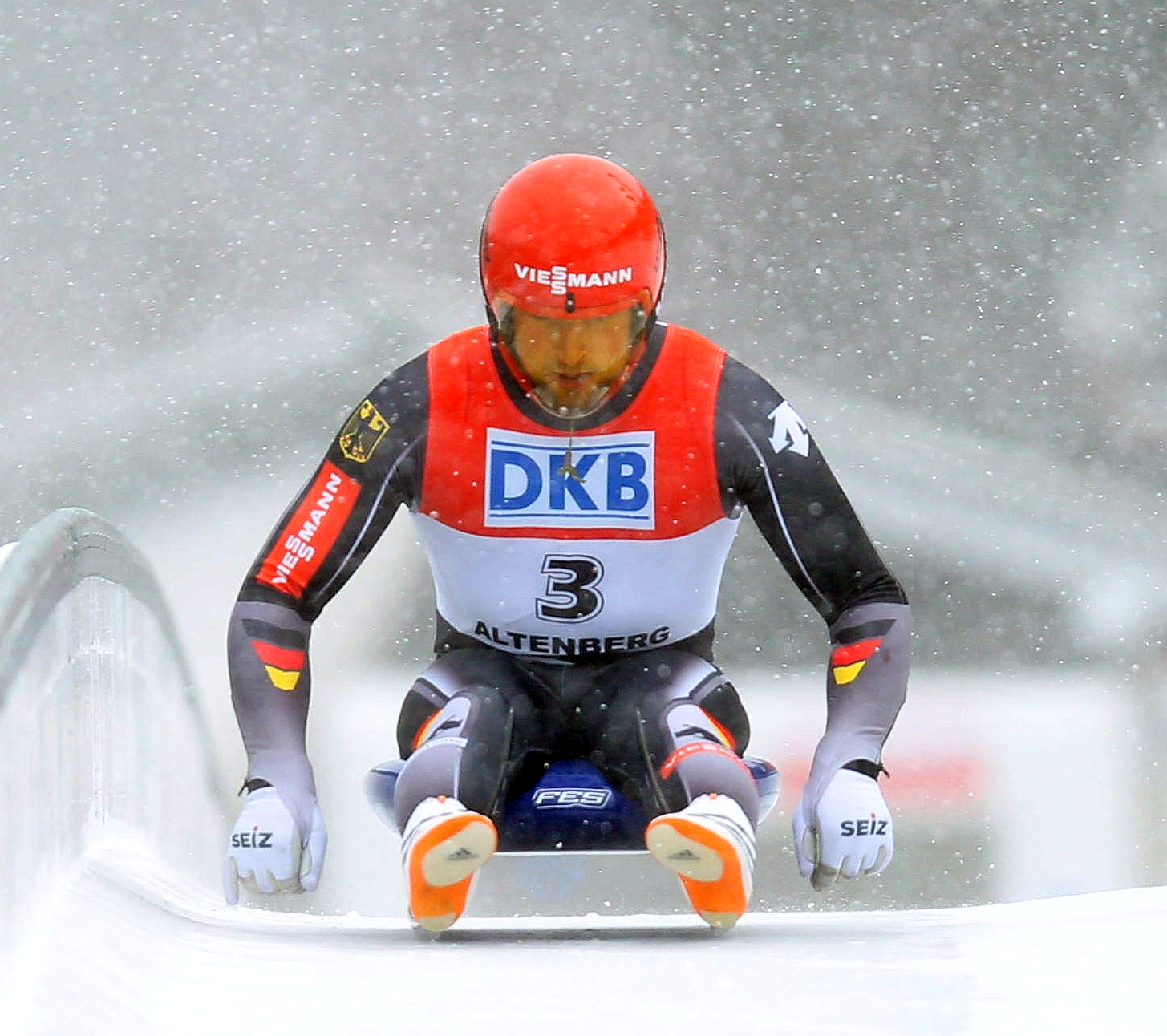
Bley im Februar 2017 beim Nationencuprennen in Altenberg

Nachdem er zu alt für die Junioren geworden war, kam Bley in der Saison 2015/16 zu keinen internationalen Einsätzen. Erst Saison 2016/17 kehrte er auf die internationale Bühne zurück. Nachdem er zum Saisonbeginn in Winterberg als Fünfter des Nationencups, allerdings ohne Qualifikationschance für den Weltcup, mit einer sehr guten Leistung in die Saison einstieg, dauerte es bis zum Februar, dass er zu weiteren Rennen kam. Mit Felix Loch, Johannes Ludwig, Andi Langenhan, Ralf Palik und Julian von Schleinitz waren die Startplätze fest vergeben. Bei seltenen Ausfällen kämpften in der Saison verschiedene Starter der zweiten Reihe, neben Bley auch Chris Eißler und Christian Paffe, um diese Einsatzzeiten. In Oberhof bekam Bley die Chance, nicht nur am Nationencup teilzunehmen, sondern sich auch erstmals für den Weltcup zu qualifizieren. Als 13. gelang dies knapp und im Weltcuprennen konnte er sich als Achter sofort in den Top Ten platzieren. Auch beim vorolympischen Rennen in Pyeongchang gelang ihm als 12. die Qualifikation für das Hauptrennen, bei dem er 13. wurde. Nur beim letzten Saisonrennen in Altenberg verpasste er als 22. des Nationencup-Rennens das Weltcuprennen. Mit 79 Punkten wurde er am Ende 35. des Gesamtweltcups und erreichte damit beispielsweise mehr Punkte, als Andrij Mandsij, der in bei allen Weltcup-Stationen antrat. Im Rahmen des Nationencups gewann er 136 Punkten, womit er 25. der Gesamtwertung wurde. 2017/18 folgte nur ein weiterer Einsatz in Altenberg im Rahmen des Nationencups, bei dem Bley 31. wurde und mit zehn Punkten am Ende 66. der Gesamtwertung war.

## Durchbruch im Weltcup

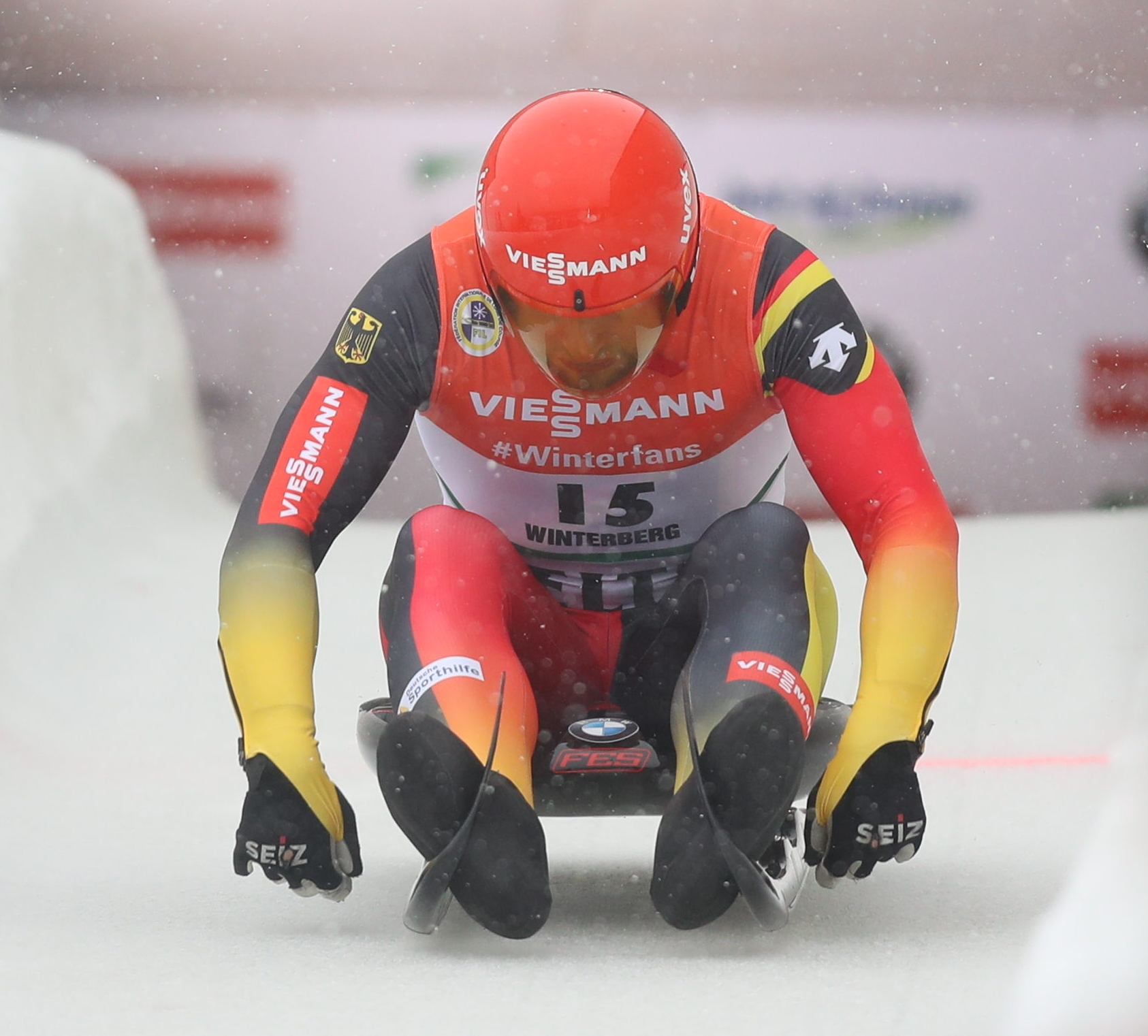
Am Start zum Einzelrennen bei den Weltmeisterschaften 2019

Seit der Saison 2018/19 gehört Sebastian Bley fest zum deutschen Weltcup-Team. In den ersten drei Saisonrennen musste er noch in Igls, Whistler und Calgary durch die Qualifikation über den Nationencup, schaffte als diese aber als Zehnter und zweimal Sechster sicher. Dabei erfuhr er sich 136 Punkte und war am Ende der Saison 26. Beim ersten Rennen in Igls verpasste er als 16. nur um einen Rang, sich erstmals für ein Weltcup-Sprintrennen zu qualifizieren. In Whistler schaffte er als Neunter wieder unter die besten zehn zu fahren und steigerte diese Platzierung in Calgary noch auf Rang sieben. In Lake Placid gelang ihm als 13. erstmals die Sprint-Qualifikation, in dem er als 15. Letzter wurde. Nach dem Jahreswechsel begann er das Jahr 2019 am Königssee mit einem Paukenschlag. Bei einem aus widrigen Witterungsbedingungen schwierigen Rennen, das auf nur einen Durchgang verringert wurde, schaffte Bley es hinter Reinhard Egger und Dominik Fischnaller erstmals als Drittplatzierter auf das Podest zu fahren. Damit war er zudem bester Deutscher und startete somit neben Julia Taubitz und dem Doppel Toni Eggert und Sascha Benecken im Staffelrennen, das die Deutschen für sich entscheiden konnten. Damit gewann Bley sein erstes Rennen im Rahmen des Weltcups. Danach folgte mit Rang 24 ein schwächeres Rennen in Sigulda. Auch bei den Weltmeisterschaften 2019 in Winterberg, seinen ersten Welttitelkämpfen bei den Männern, erreichte er mit Platz 20 ein eher schwaches Resultat. Wieder weitaus besser verliefen die Rennen in Altenberg und Oberhof mit den Rängen 14 und 13. In Oberhof waren es zugleich die Europameisterschaften 2019, in deren Rahmen er Elfter wurde. Zum Saisonfinale in Sotschi fuhr Bley auf den 19. Platz und verpasste damit die erneute Qualifikation für das Sprintrennen. Mit 333 Punkten wurde er 14. der Weltcup-Gesamtwertung, bis zu Rang elf fehlten nur fünf Punkte. Als Teil des deutschen Teams gewann er zudem die Wertung im Teamstaffel-Wettbewerb. Im Sommer wurde Bley beim FIL-Sommerrodel-Cup in Ilmenau hinter Johannes Ludwig und vor Florian Berkes Zweiter.

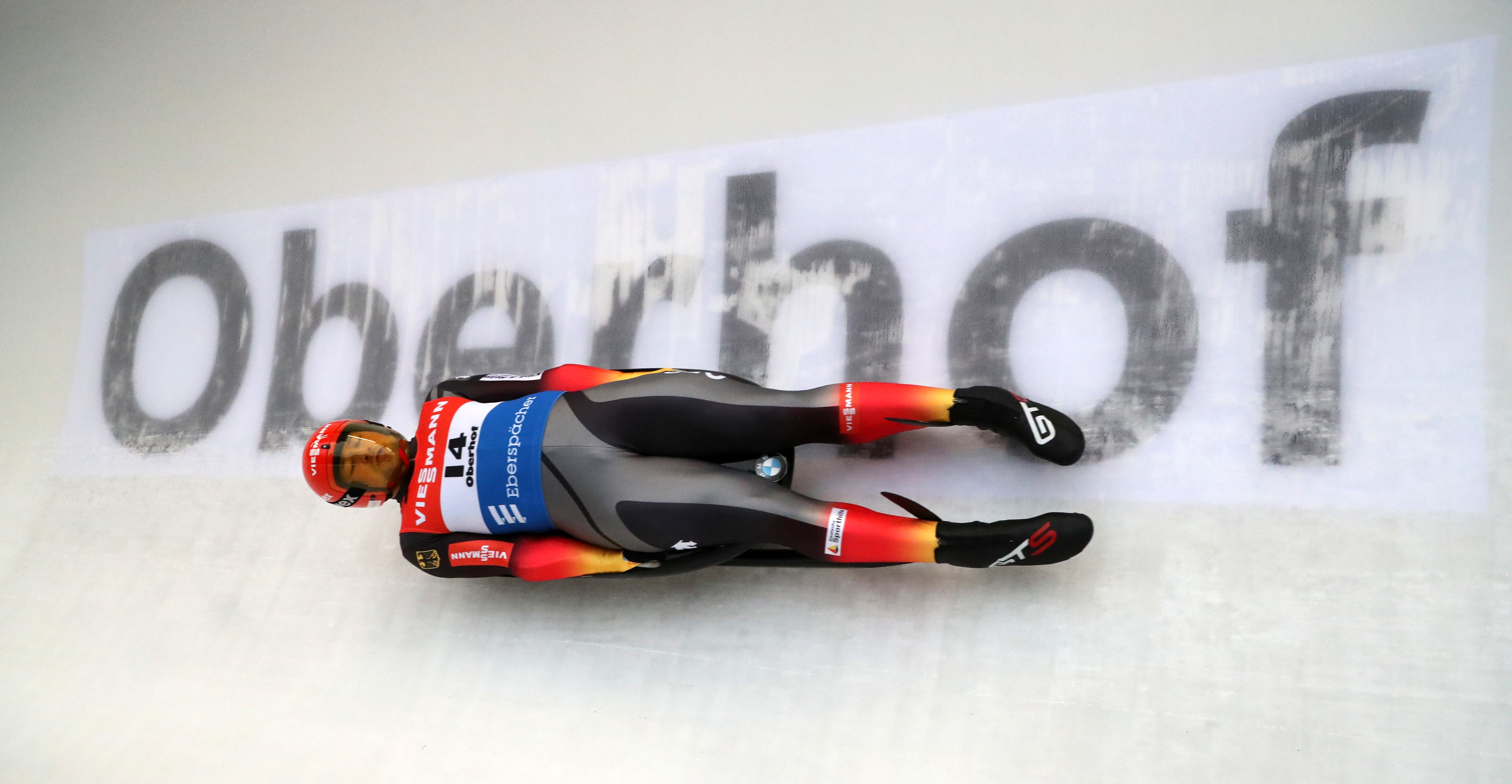
Weltcuprennen im Februar 2020 in Oberhof

Obwohl die Saison 2019/20 mit einem achten Rang in Igls wieder gut begann, konnte Bley nicht völlig an die Leistungen der Vorsaison anknüpfen. Im Lake Placid verpasste er als 25 die Qualifikation für den Sprint klar, knapper war es als 17. in Whistler. In Altenberg wurde er gar nur 29., 25. in Lillehammer. Seit Altenberg musste er sich wieder über den Nationencup für die Weltcuprennen qualifizieren, schaffte dies in Altenberg als Zweiter hinter Inārs Kivlenieks sicher, ebenso wie als Sieger des Rennens in Lillehammer. Da die Rennen von Lillehammer zugleich die Europameisterschaften 2020 waren, platzierte er sich bei seinem schwächsten Abschneiden im Weltcup bislang auch in dieser Wertung nur als 20. Wieder aufwärts ging es für Bley ab Sigulda, wo er als 16. nur um einen Rang die Qualifikation für das Sprintrennen verfehlte. Nach einem 18. Platz in Oberhof folgten die Weltmeisterschaften 2020 in Sotschi. Auch in Russland hielt er den Aufwärtstrend und qualifizierte sich erstmals für das WM-Sprintrennen, bei dem er 14. wurde, und fuhr im Einzelrennen auf den 16. Platz.
Danach kamen die witterungsbedingten Chaosrennen von Winterberg. Während etwa die Österreicher und US-Amerikaner geschlossen auf den Start verzichteten und auch andere Spitzenfahrer wie der letztliche Gesamtweltcupgewinner Roman Repilow oder Dreifach-Olympiasieger Felix Loch nicht antraten, nutzte Bley die Gelegenheit und wurde hinter Johannes Ludwig und Kristers Aparjods Dritter, nachdem er schon beim Nationencup-Rennen hinter Chris Eißler Zweiter war. Für das letzte Rennen am Königssee rückte er nach den erfolgreichen Rennen zuletzt wieder in die Gruppe der Gesetzen auf und belegte zum Saisonabschluss Platz 16. Mit 252 Punkten wurde er 17 des Gesamtweltcups und mit 386 Punkten Fünfter der Gesamtwertung des Nationencups.

## National

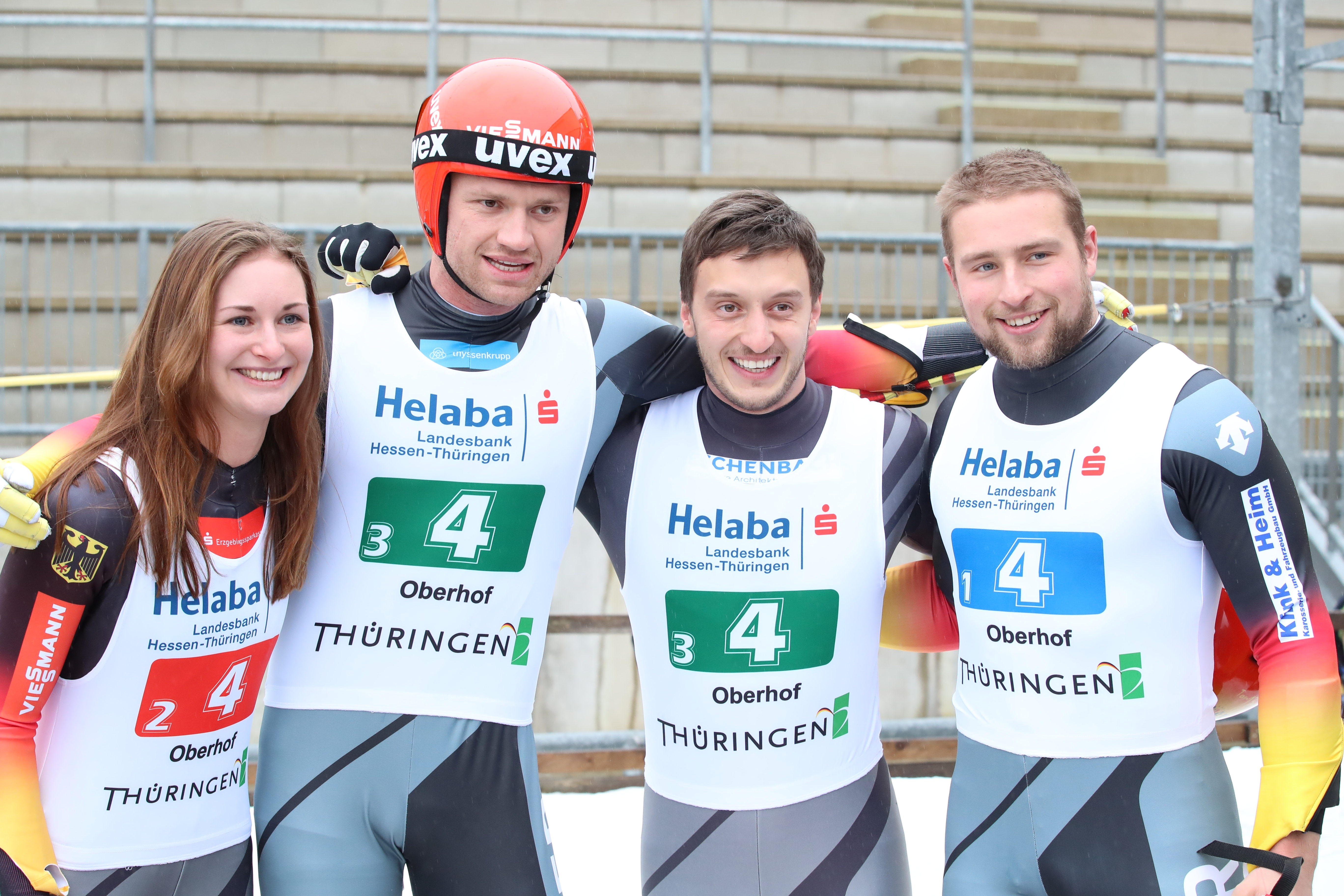
Die siegreiche Staffel bei den Deutschen Meisterschaften 2019

Bley gewann zwei Titel und wurde zweimal Vizemeister im Jugendbereich. 2018 gewann er in Winterberg hinter Felix Loch und Chris Eißler mit Bronze seine erste nationale Medaille bei den Männern, verpasste aber mit Julia Taubitz und dem Doppel Max Ewald und Jakob Jannusch als Viertplatzierte eine weitere Medaille. Im Jahr darauf musste er sich in Oberhof nur noch Johannes Ludwig geschlagen geben. Mit Julia Taubitz und den Doppelsitzern Toni Eggert und Sascha Benecken gewann er anschließend das Staffelrennen und damit seinen ersten Titel als Deutscher Meister.

## Statistik und Erfolge

### Erfolge bei Meisterschaften
Junioren-Weltmeisterschaften
- 2014: Siebter Einzel
- 2015: Fünfter Einzel

Junioren-Europameisterschaften
- 2014: Neunter Einzel

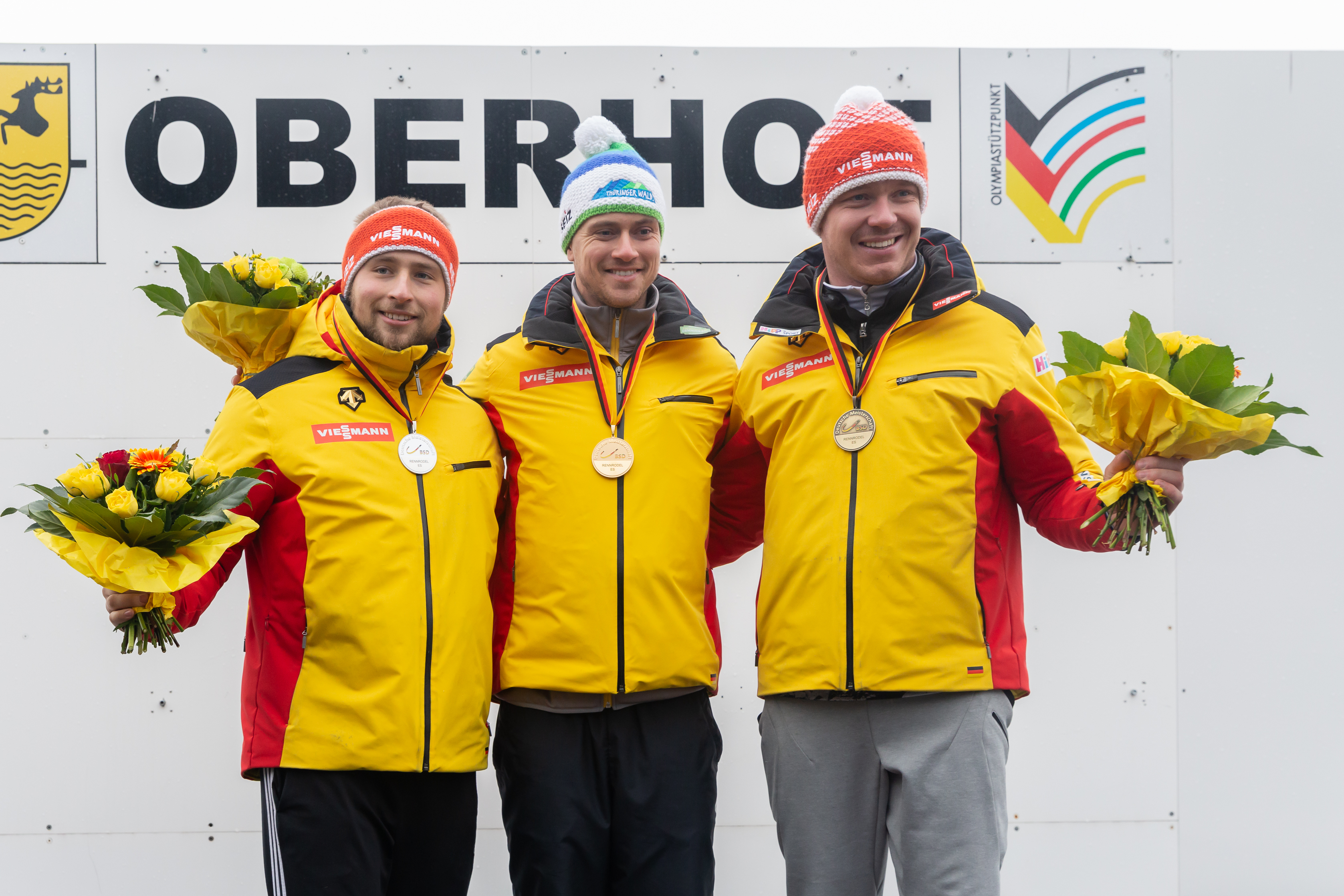
Siegerehrung bei den Deutschen Meisterschaften 2019: Sebastian Bley, Johannes Ludwig, Felix Loch (von links)

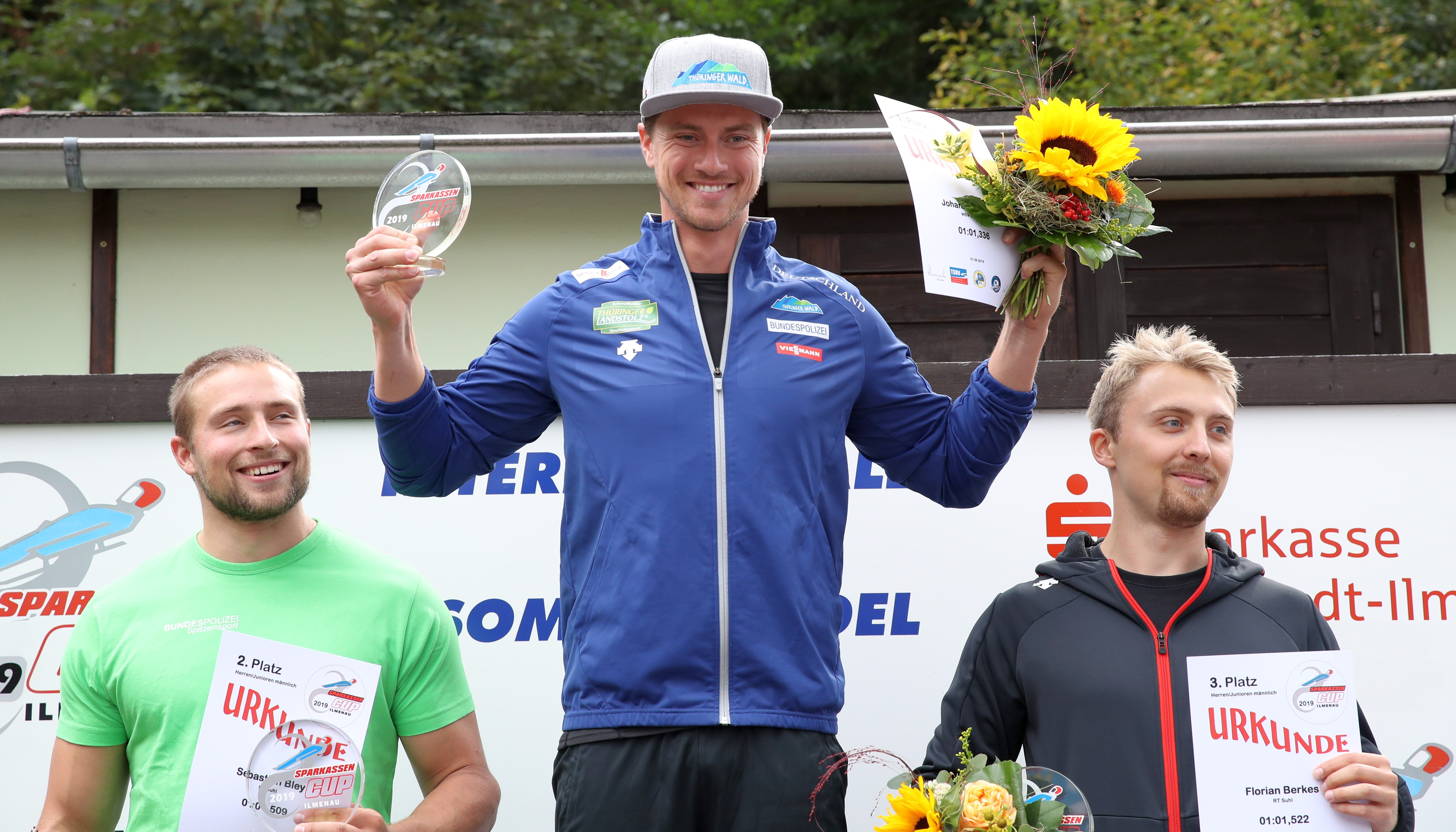
Bley als Zweitplatzierter (links in grün) bei der Siegerehrung des FIL-Sommerrodel-Cups 2019

- 2015: Gold Einzel, Fünfter Teamstaffel

Deutsche Meisterschaften
- 2018: Bronze Einzel, Vierter Teamstaffel
- 2019: Silber Einzel, Gold Teamstaffel

FIL-Sommerrodel-Cup
- 2014: Sieger Jugend-A männlich
- 2019: Zweiter
- 2021: Zweiter
- 2022: Dritter

### Platzierungen im Gesamtweltcup
Platzierungen im Gesamtweltcup
| Saison  | Platz | Punkte | Sprintweltcup | Nationencup | Punkte |
| ------- | ----- | ------ | ------------- | ----------- | ------ |
| 2016/17 | 35.   | 079    | 0–            | 25.         | 136    |
| 2017/18 | 0–    | 0–     | 0–            | 66.         | 010    |
| 2018/19 | 14.   | 333    | 0–            | 26.         | 136    |
| 2019/20 | 17.   | 252    | 0–            | 05.         | 386    |
| 2020/21 | 21.   | 153    | 0–            | 37.         | 097    |

## Einzelbelege
1. ↑  Nationale Leistungsschau. Abgerufen am 11. Oktober 2020.
2. ↑  Krönung in Winterberg. Abgerufen am 11. Oktober 2020.
3. ↑  Neuigkeiten. Abgerufen am 11. Oktober 2020.
4. ↑  Drei Siege für deutsche Rodler - Doch Loch wartet weiter. Abgerufen am 11. Oktober 2020.
5. ↑  Turbulenter Rodel-Weltcup: Sieg für Ludwig. Abgerufen am 11. Oktober 2020.

| Personendaten    | Personendaten        |
| ---------------- | -------------------- |
| NAME             | Bley, Sebastian      |
| KURZBESCHREIBUNG | deutscher Rennrodler |
| GEBURTSDATUM     | 11. Oktober 1995     |